# Григор Супан I
«...великий спарапет Смбат, тэр Сюника Григор, а также другие нахарары армянские прибыли все вместе, собрали синод епископов и, осведомившись достоверно, что все это пустая ложь источающих змеиный яд уст злых хулителей, вновь утвердили на святом престоле мужа божьего . »
Григор Супан I («Супан» — букв.: «преславный») — князь Сюника. Сын князя Саака — младшего сына сюзерена Сюника, Васака Сюни. Потомки Васака владели областями (гаварами)  Геларкуни с прибрежными районами озера Севан, Балк, Вайоц-дзор, Чахук, Абанд. В течение около  849—851 годов находился в конфликте с двоюродным братом Бабкеном. Участвовал в переизбрании католикоса Иованнеса IV Овайеци.
Старший сын и наследник — Васак Габур.